# Geuzenveldflat
De Geuzenveldflat is een flatgebouw aan de Nolensstraat in Amsterdam Geuzenveld.
Tot midden jaren vijftig lagen hier landerijen. Echter Amsterdam barstte uit haar voegen en de flatgebouwen waren in opkomst. Voor Amsterdam-Geuzenveld ontwierp architect Willem Dudok een aantal flatgebouwen, waarvan de Geuzenflat de grootste werd. De flats van Dudok kregen alhier een aanduiding Dudokhaken, op de flats aansluitende zijvleugels vormden samen een soort binnenterreinen.
Zo kwam aan de Nolensstraat (ingang) en het Lambertus Zijlplein een galerijflat van zes verdiepingen met een zolder met een er haaks op staande kleinere flat van drie verdiepingen voor tachtig woningen. De onderste twee verdiepingen waren bestemd voor veertien winkels waaronder een postkantoor. De winkels op de begane grond waren hoog en bestonden feitelijk uit twee etages waarbij de bovenste etage, vanuit de winkel per trap bereikbaar, vaak voor opslag werd gebruikt. Oorspronkelijk hadden de winkels geen luifel. De woningen bestonden uit drie- en vierkamerwoningen van circa 72 m² vloeroppervlak, te bereiken via centrale trappenhuizen met een kleine luifel aan de Nolensstraat. De woningen hadden balkonnetjes aan de kant van het Lambertus Zijlplein behalve de laagste etage die had een buitenruimte op het dak van de winkels. De huur voor vierkamerwoningen inclusief diensten zou 210 gulden per maand hebben bedragen. De flat kreeg moderniteiten als blokverwarming, liften, een centrale stortkoker, schoonmaakportalen, naar binnendraaiende vensters (zodat bewoners ze zelf konden schoonhouden), centraal antennesysteem, een box en zolder en een onderdoorgang (passage). 
Het gebouw werd in 1958/1959 opgeleverd, maar stond nog eigenlijk in een omgeploegd terrein. Huurders zouden nog enige tijd uitkijken over zandvlakten aan de voor- en achterkant. In eerste instantie zou de Algemene Woningbouwvereniging hier wat bouwen, maar die had de financiële mogelijkheden niet. Toen ging het Woningbedrijf Amsterdam maar aan de slag, er vond geen aanbesteding plaats, de gemeente ging zelf bouwen. Deze bouwde onder het principe dat de flat bedoeld was voor mensen met middeninkomens, hetgeen terug te vinden was in de inkomenseisen die aan de (toekomstige) bewoners werd gesteld; men moest minstens 10.000 gulden per jaar verdienen om er te mogen huren. Omringende bebouwing zou sociale woningbouw worden. De flat stond echter haaks op de wensen, die de middenklasse had; zij wilde zeker dichter bij de stad wonen, dan wel de huren moesten naar beneden aangepast worden. Wat ook niet meewerkte, was dat de flat al deels bewoond was, terwijl andere delen nog afgebouwd moesten worden. Dat hield in dat een aantal voorzieningen niet direct werkte, terwijl er wel de volle huur voor moest betalen. De Telegraaf had het op 22 november 1958 dan ook over een miljoenenvergissing. Dat standpunt nam men ook in omdat Piet Zanstra inmiddels met andere hoogbouw kwam, die meer de menselijke maat hield. De gemeente liet in de centrale trap nog een tweeluikplaatsen bestaande uit een zwart-witmozaïek van Jan Peeters plaatsen, maar deze raakte waarschijnlijk bij een renovatie zoek. Jan Peeters zijn bij plaatsing oktober 1958, dat Dudok voor hem een uitzondering had gemaakt; Dudok zou geen versieringen willen binnen zijn ruimte- en vlakverdeling. Al tijdens de afbouw, werd gebouwd aan een ander gebouw van Dudok: het Havengebouw. In de flat waren een aantal huisartspraktijken gevestigd en de flat had bij de bewoners ook wel de bijnaam "Doktersflat".      
Bij de planning van de bouw dacht de gemeente dat er voor het flatgebouw een verkeersplein zou komen waar de hooggelegen Abraham Kuyperlaan en Troelstralaan als stadsautoweg met de Burgemeester Roellstraat zouden samen komen. Dat ging in de gedachte vorm niet door. In 1974 kwam op het dijklichaam voor de flat het eindpunt van tram 13. De Abraham Kuijperlaan werd in 1984 alsnog voltooid maar de aansluiting met de Troelstralaan kwam nooit tot stand. Twaalf jaar later werd de weg alweer buiten gebruik gesteld. Anno 2022 ligt er een open ruimte met plein, waarop op maandag een dagmarkt gevestigd is. Het flatgebouw heeft de inrichting van de buurt in de loop der jaren grondig zien veranderen; er werd bouw uit dezelfde tijd gesloopt, de tram kwam in 2001 op het maaiveld op het plein nadat het dijklichaam was afgegraven en er kwam een woontoren aan de achterzijde. Begin 21e eeuw werd de flat (weer) grondig gerenoveerd. 
Net als de Hangbrugmaisonettes is de flat een markant herkenningspunt en op grote afstand zichtbaar vanuit het begin van de toelopende radiaal de Burgemeester Roellstraat. 